# Estación Eloísa
Eloísa era una estación ferroviaria ubicada en la localidad de Villa Eloísa, Departamento Iriondo, Provincia de Santa Fe, Argentina.

## Servicios
La estación correspondía al Ferrocarril General Bartolomé Mitre de la red ferroviaria argentina. Era cabecera del ramal Cañada de Gómez-San Ricardo.
Fue habilitada al servicio desde Cañada de Gómez en 1911 por el Ferrocarril Central Argentino. Cesó sus servicios en los años 1970.